# Casa Vallribera Mir
La Casa Vallribera Mir és un edifici de Gelida (Alt Penedès) inclòs a l'Inventari del Patrimoni Arquitectònic de Catalunya.

## Descripció
És una torre senyorial, quadrangular, de planta, pis, golfes i torratxa lateral amb teulades de quatre vessants de teules i crestes filigranades de ceràmica de colors, voltada d'un jardí. L'interior, que gira entorn d'una escala lateral, consta de salons, cuina i menjador a la planta baixa, habitacions al primer pis i mirador a la torratxa. Ha estat la residència estival del director del Conservatori Superior de Música del Liceu de Barcelona, mestre Pere Vallribera, molt vinculat a la població, i reuneix una bona col·lecció d'antiguitats, pintura especialment modernista i objectes relacionats amb el món de la música.

## Història
Fou edificada als volts del 1888, i és una de les primeres mostres de l'arquitectura de l'estiueig a Gelida. Situada al rovell de l'ou de la població, constitueix un element d'estètica i pulmó verd inalterable.